# 1993 FE48
1993 FE48 är en asteroid i huvudbältet som upptäcktes den 19 mars 1993 av UESAC vid La Silla-observatoriet.
Asteroiden har en diameter på ungefär 12 kilometer.